# Chaenogaleus
Chaenogaleus is een monotypisch geslacht van kraakbeenvissen uit de familie van de wezelhaaien (Hemigaleidae).

## Soort
- Chaenogaleus macrostoma (Bleeker, 1852) – Haaktandwezelhaai